# Scytodes balbina
Scytodes balbina är en spindelart som beskrevs av Cristina A. Rheims och Antonio D. Brescovit 2000. Scytodes balbina ingår i släktet Scytodes och familjen spottspindlar. Inga underarter finns listade i Catalogue of Life.